# Heimerad

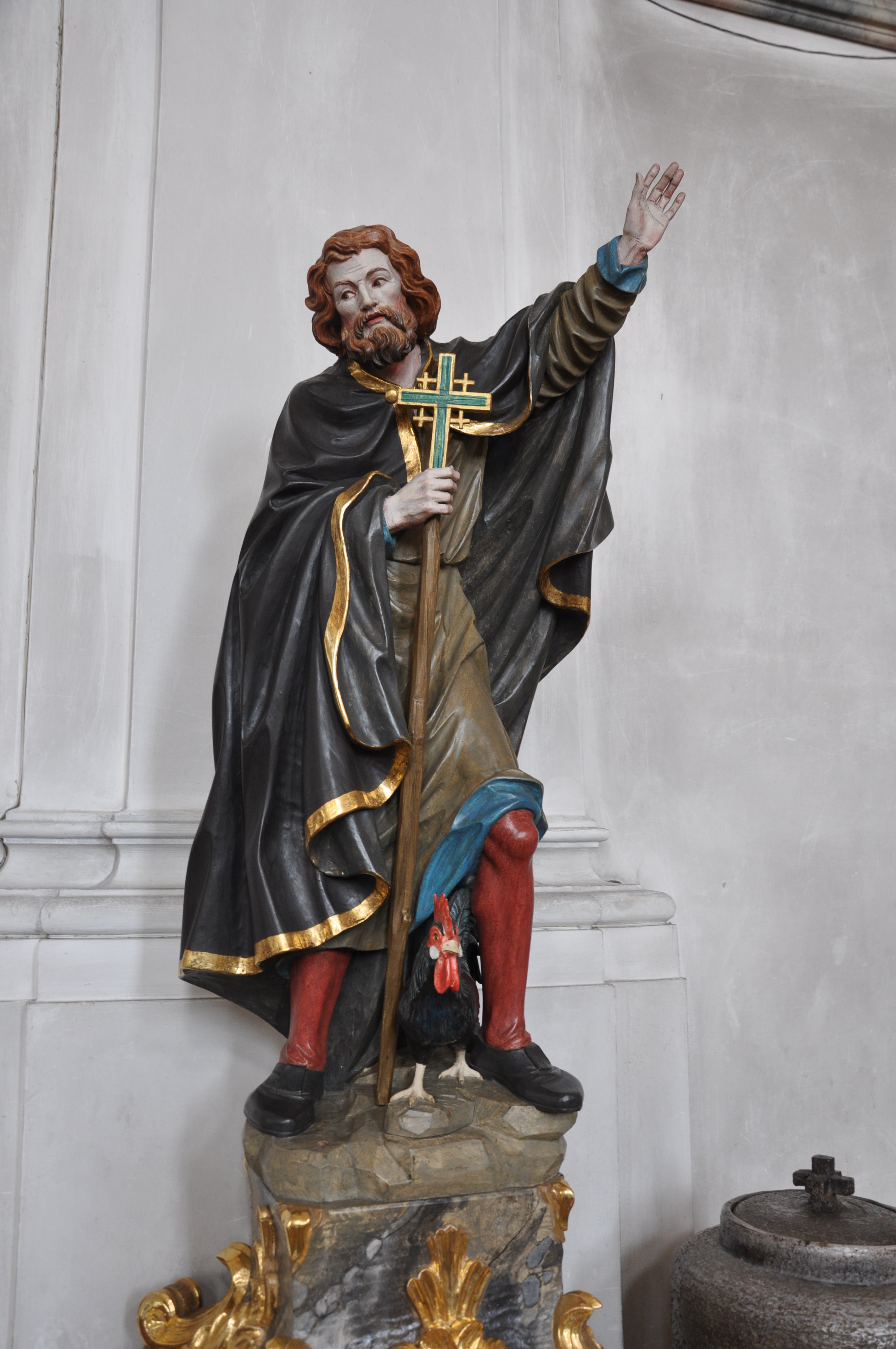
Statue des hl. Heimerad in der Pfarrkirche St. Martin in Meßkirch

Der heilige Heimerad (auch Heimo, Heimrad, Haimrad; * um 970 in Meßkirch; † 28. Juni 1019 auf dem Hasunger Berg bei Kassel) war ein deutscher Priester und Wanderprediger. Er missionierte im heutigen Nordhessen und südlichen Niedersachsen. Sein Gedenktag ist der 28. Juni.

## Leben
Seine Herkunft aus Meßkirch wird in einer alten Handschrift ausdrücklich bezeugt. Der junge, wohl aus einfachen Verhältnissen stammende Priester unternahm Pilgerfahrten in Deutschland, begab sich mit etwa 30 Jahren auf eine Reise nach Rom und anschließend auf eine Wallfahrt nach Jerusalem. 
Nach seiner Rückkehr nach Deutschland wollte er Mönch im Kloster Hersfeld werden, wurde dort aber nach einem Streit um das Tragen von Ordenskleidung ausgewiesen. Auch in Paderborn wurde er nicht in das Kloster aufgenommen. Er lebte daraufhin als Wandermönch. Aufgrund seiner ungewöhnlichen Lebensweise wurde er von mehreren Orten vertrieben und verwahrloste immer mehr.
Schließlich ließ er sich auf dem Hasunger Berg bei Burghasungen in Nordhessen nieder und bewirtschaftete die dortige Michaelskapelle. Ursprünglich auch dort verhöhnt und verspottet, wurde er mit der Zeit als Heiliger verehrt und von geistlichen und weltlichen Würdenträgern um Rat gebeten. Er war mit Kaiserin  Kunigunde, Bischof Meinwerk von Paderborn und dem Mainzer Erzbischof Aribo bekannt. Heimerad starb am 28. Juni 1019 und wurde auf dem Hasunger Berg bestattet.

## Verehrung

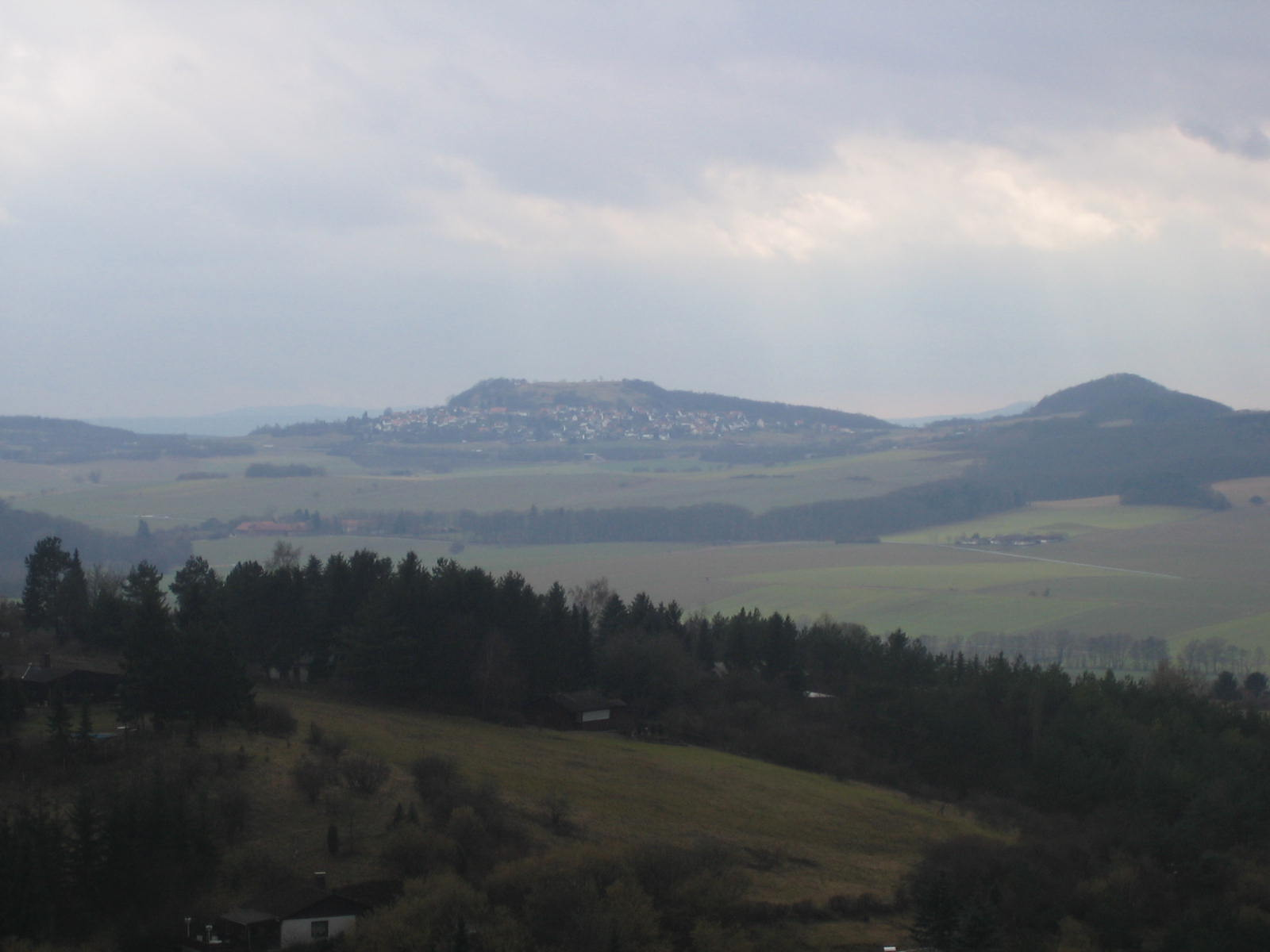
Berg Hasungen

Die Hauptquelle für sein Leben ist die Lebensbeschreibung, die der Mönch Ekkebert von Hersfeld zwischen 1085 und 1090 verfasste.
Auf dem Hasunger Berg ließ Erzbischof Aribo zwei Jahre nach Heimerads Tod im Jahr 1021 eine Kirche errichten, die zur Keimzelle eines 1074 gegründeten Kanonikerstifts wurde. Dessen Umwandlung in das Kloster Hasungen war 1081 abgeschlossen. Einfache Menschen verehrten Heimerod als Heiligen und Wundertäter. Die Wallfahrten zu seinem Grab erlebten in der zweiten Hälfte des 11. Jahrhunderts ihren Höhepunkt, als Hasungen neben dem Sebaldusgrab in Nürnberg zu den meistbesuchten deutschen Wallfahrtsorten gehörte. In späteren Jahrhunderten, insbesondere nach der Einführung der Reformation in der Landgrafschaft Hessen 1526 und der damit verbundenen Aufhebung des Klosters Hasungen, nahm die Verehrung Heimerads radikal ab. Durch die Veröffentlichung seiner Vita 1681 in Buchform und deren Aufnahme 1744 in die Heiligensammlung Acta Sanctorum trat Heimerad wieder in das Bewusstsein vieler Gläubiger. In seiner Heimatstadt Meßkirch gedachte man wieder des Heiligen, und so nahm ihn 1773 der Maler Meinrad von Au in das Deckengemälde der Stadtpfarrkirche St. Martin auf.
Heute erinnert das hölzerne Heimerad-Kreuz mit bronzener Gedenktafel an das Wirken Heimerads auf dem Burghasunger Berg.